# Arthaus Musik
Arthaus Musik ist ein Label für klassische Musik auf DVD und Blu-ray. Das Unternehmen gehört der Studio Halle GmbH an und unterhält die Tochterfirma Monarda Arts.

## Label
Die Arthaus Musik GmbH wurde im März 2000 in München gegründet und hat seit 2007 ihren Firmensitz in Halle (Saale). Das Label veröffentlicht seit dreizehn Jahren Aufzeichnungen von Opern, Balletten, klassischen Konzerten, Jazz, Theaterinszenierungen sowie ausgesuchte Dokumentationen über Musik und Kunst. Mit bis zu 100 Veröffentlichungen pro Jahr sind seither über 700 Titel auf DVD und Blu-ray erschienen.
Unter den Veröffentlichungen finden sich Aufnahmen mit Künstlern, wie Plácido Domingo, Cecilia Bartoli, Luciano Pavarotti, Maria Callas, Jonas Kaufmann, Burkard Schliessmann und Dirigenten, wie Carlos Kleiber, Claudio Abbado, Nikolaus Harnoncourt, Lorin Maazel, Pierre Boulez und Zubin Mehta. Die Aufnahmen stammen aus Opernhäusern wie der Mailänder Scala, der Wiener Staatsoper, dem Royal Opera House Covent Garden, der Opéra National de Paris und dem Opernhaus Zürich.

## Auszeichnungen (Auswahl)
Zahlreiche Veröffentlichungen des Labels wurden mit internationalen Preisen ausgezeichnet:

### Oscar
- 2008: Peter und der Wolf (2006) (Kategorie: Bester animierter Kurzfilm)

### ECHO Klassik
- 2011: Carlos Kleiber – Traces to nowhere
- 2013: Klassik und Kalter Krieg – Musiker in der DDR
- 2015: Richard Strauss and his Heroines

### Preis der deutschen Schallplattenkritik
- 2008: Walter-Felsenstein-Edition
- 2008: Das Reichsorchester
- 2009: Dido und Aeneas
- 2011: Carlos Kleiber – Traces to nowhere
- 2011: Medea

### International Classical Music Award
- 2012: Carlos Kleiber – Traces to nowhere

### Midem Classical Award
- 2007: Leaving Home - Orchestral Music in the 20th Century
- 2009: Herbert von Karajan – Maestro for the Screen
- 2010: Sergiu Celibidache – You don’t do anything – You let it evolve

## Angeschlossene Unternehmen

### Monarda Arts
Mit der Tochterfirma Monarda Arts besitzt Arthaus Musik eine ca. 900 Produktionen umfassende Rechtebibliothek zur DVD-, TV- und Onlineauswertung. Seit 2007 entwickelt das Unternehmen kontinuierlich die Sparte Eigenproduktion mit der Aufzeichnung von Opern, Konzerten, Balletten und der Produktion von Kunst- und Musikdokumentationen weiter.

## Vertrieb
Arthaus-Musik-DVDs und -Blu-ray-Discs werden über ein Vertriebsnetz, u. a. in Kooperation mit Naxos Global Distribution in ca. 70 Ländern der Welt vertrieben. Darüber hinaus veröffentlicht und vertreibt Arthaus Musik die 3sat-DVD-Edition und betreut für den Buchhandel die BelAir-Theateredition sowie u. a. die Buch- und DVD-Edition über Pina Bausch von L’Arche Editeur, Preisträger des Prix de l’Académie de Berlin 2010.